# Waterford (Kalifornija)
Waterford je grad u američkoj saveznoj državi Kalifornija. Prema popisu stanovništva iz 2010. u njemu je živjelo 8.456 stanovnika.